# Cảnh sát Tư pháp Hoa Kỳ
Cục Cảnh sát Tư pháp Hoa Kỳ (tên tiếng Anh: United States Marshal Service - USMS) là một cơ quan thực thi pháp luật liên bang tại Hoa Kỳ. Cục Cảnh sát Tư pháp đóng vai trò là nhánh thực thi pháp luật và an ninh của ngành tư pháp liên bang Hoa Kỳ, và là một cơ quan của Bộ Tư pháp Hoa Kỳ và hoạt động theo chỉ đạo của Bộ trưởng Tư pháp Hoa Kỳ. Cảnh sát Tư pháp Hoa Kỳ là các viên chức thực thi pháp luật liên bang Hoa Kỳ ban đầu, được thành lập theo Đạo luật Tư pháp năm 1789 dưới nhiệm kỳ Tổng thống George Washington với tên gọi là "Văn phòng Cảnh sát Tư pháp Hoa Kỳ" thuộc Tòa án sơ thẩm Hoa Kỳ. USMS được thành lập vào năm 1969 để cung cấp hướng dẫn và hỗ trợ cho Cảnh sát liên bang Hoa Kỳ trên khắp các khu vực tư pháp liên bang.
Cục Cảnh sát Tư pháp chủ yếu chịu trách nhiệm xác định vị trí và bắt giữ nghi phạm liên bang, quản lý các hoạt động tội phạm bỏ trốn, quản lý tài sản hình sự, điều hành Chương trình Bảo vệ Nhân chứng Liên bang Hoa Kỳ và Hệ thống Vận chuyển Phạm nhân Tư pháp, bảo vệ tòa án liên bang và nhân viên tư pháp, và bảo vệ các quan chức chính phủ cấp cao thông qua Văn phòng Hoạt động Bảo vệ. Trong suốt lịch sử của mình, Cục cũng đã cung cấp các dịch vụ an ninh và thực thi độc đáo, bao gồm bảo vệ sinh viên người Mỹ gốc Phi nhập học ở miền Nam Hoa Kỳ trong thời kỳ phong trào dân quyền, bảo vệ an ninh hộ tống cho các đoàn xe tên lửa LGM-30 Minuteman của Không quân Hoa Kỳ, thực thi pháp luật cho Chương trình Nam Cực của Hoa Kỳ và bảo vệ Kho Dự trữ Chiến lược Quốc gia.

## Lịch sử
Cảnh sát Tư pháp Hoa Kỳ là một cơ quan thực thi pháp luật liên bang được thành lập sớm đứng thứ hai trên toàn Hoa Kỳ. Tên gọi United States Marshals Service với danh nghĩa là cơ quan liên bang chỉ được đặt mới đây vào năm 1969, tiền thân của cục là Văn phòng Hành pháp đặc trách Cảnh sát Tòa án Liên bang được thành lập năm 1965 để làm cơ quan giám sát hoạt động của toàn thể cảnh sát tòa án liên bang Hoa Kỳ.
Văn phòng được thành lập bởi Quốc hội đầu tiên bằng Đạo luật Tư pháp 1789. Tuy trong đạo luật không nêu rõ là cảnh sát tòa án có phải là viên chức thi hành luật pháp liên bang hoặc là viên chức hòa bình hay không nhưng có đề cập trách nhiệm chính của cảnh sát tòa án là thực hiện tất cả mệnh lệnh hợp pháp từ liên bang và được ban hành bởi cơ quan được chỉ định của Hoa Kỳ. Nhân viên cảnh sát tòa án Hoa Kỳ phục vụ nhiệm kỳ 4 năm tại từng địa hạt và có quyền bổ nhiệm cấp phó, tuy nhiên nhân viên Cảnh sát tòa án Hoa Kỳ vẫn có thể bị miễn nhiệm trước hạn bởi tòa án liên bang mà họ phục vụ. Cảnh sát tòa án Hoa Kỳ được quyền huy động mọi nguồn lực cần thiết trong quyền thực thi nhiệm vụ của mình."
Từ những ngày đầu thành lập quốc gia, các Cảnh sát viên Tư pháp Hoa Kỳ đã được phép tuyển dụng cấp phó từ người địa phương hoặc thuyên chuyển từ các cơ quan thực thi pháp luật liên bang khác. Các Cảnh sát viên Tư pháp Hoa Kỳ đều tuyên thệ để được phép truy nã tội phạm và những nhiệm vụ đặc biệt khác. Ngoài ra, Cảnh sát tòa án Hoa Kỳ còn được sử dụng để hỗ trợ các tòa án liên bang ở các địa hạt và thực hiện tất cả mệnh lệnh hợp pháp từ thẩm phán liên bang, Quốc hội và Tổng thống.
Cấp trưởng Tư pháp Hoa Kỳ và cấp phó của mình thực hiện nhiệm vụ của mình theo lệnh của tòa án như trát hầu tòa, lệnh kêu gọi nhân chứng, giấy triệu tập, lệnh bắt và một số công việc khác của tòa án, thực hiện việc truy bắt tội phạm bị truy nã và thuyên chuyển tù nhân liên bang. Họ phân chia ngân quỹ theo lệnh của tòa, như chi trả tiền va chi phí cho thư ký tòa án, Tổng chưởng lý, luật sư và nhân chứng, cũng như thuê phòng xử án và nhà tạm giam, chấp hành viên, mố tòa và nhân viên lao công. Họ có trách nhiệm đảm bảo nhân chứng, phạm nhân và đoàn luật sư hai bên có mặt tại tòa đúng ngày xử án.
Cục Cảnh sát Tư pháp Hoa Kỳ hiện diện tại các văn phòng liên bang tại địa phương trong địa hạt của họ. Họ phân phối tuyên bố của Tổng thống, thu thập số liệu thống kê về thương mại và sản xuất, cung cấp danh tín nhân viên chính phủ cho phòng đăng ký và thực hiện các nhiệm vụ thường nhật khác để hỗ trợ cơ quan trung ương hoạt động hiệu quả. Qua gần 200 năm, Quốc hội, Tổng thống và Thống đốc đã nhờ Cục thực hiện nhiều nhiệm vụ bất thường và đặc biệt khác như thu thập tên tuổi của những người nhập cư thuộc các quốc gia thù địch trong thời chiến, đóng cửa biên giới để chóng lại các cuộc chiến viễn chinh của nước ngoài, trao đổi điệp viên với Liên Xô trong thời kì chiến tranh Lạnh và tìm lại bản sao Tuyên ngôn nhân quyền Hoa Kỳ ở Bắc Carolina.
Tại miền Tây Hoa Kỳ, nhiều nhân vật Cấp phó Tư pháp Hoa Kỳ được xem như những người anh hùng khi đối đầu với các thế lực ngoài vòng pháp luật. Nhân viên Cảnh sát Tòa án Hoa Kỳ đã bắt được băng nhóm anh em nhà Dalton năm 1893, hỗ trợ ngăn chặn cuộc biểu tình Pullman năm 1894, thực hiện lệnh cấm Sản xuất, buôn bán và vận chuyển rượu trong thập niên năm 1920. Họ đã từng tham gia bảo vệ Elián González trước khi cậu bé được trả về Cuba năm 2000. Từ năm 1989, Cục Cảnh sát Tư pháp Hoa Kỳ đảm nhận thêm trọng trách bảo vệ nhân viên Hoa Kỳ tại Nam Cực.

## Nhiệm vụ
Cục Cảnh sát Tư pháp Hoa Kỳ chịu trách nhiệm chính trong việc truy nã các đối tượng đang chạy trốn, cung cấp các chương trình bảo vệ cho tòa án liên bang, vận chuyển tù nhân, bảo vệ nhân chứng quan trọng của liên bang và quản lý tài sản bị niêm phong. Cục Cảnh sát Tư pháp Hoa Kỳ thành lập đội ‘’Điều tra và Truy tìm phạm nhân’’ để bắt giữ các đối tượng bỏ trốn ở từng khu vực khác nhau, trong năm 2007, Cảnh sát Tòa án Hoa Kỳ đã bắt được 36,000 tội phạm trốn chạy liên bang và hoàn thành hơn 38,900 lệnh truy nã tù nhân, đảm nhiệm 55.2% số vụ truy nã các đối tượng bỏ trốn.
Tiêu đề 28 Chương 37 Điều 564 Bộ luật Tư pháp cho phép Cấp trưởng Tư pháp Hoa Kỳ, cấp phó và các nhân viên được Giám đốc chỉ định được phép thực thi pháp luật trên toàn lãnh thổ Hoa Kỳ và có quyền ngang bằng với giám đốc cảnh sát của tiểu bang.
Một Cấp trưởng Tư pháp có 300 nhân viên và có thẩm quyền trên 35 quận với mức lương là US$150,000 một năm.

## Cơ cấu tổ chức
Cục Cảnh sát Tư pháp Hoa Kỳ có trụ sở nằm tại hạt Arlington,  bang Virginia nằm dưới quyền của Tổng chưởng lý Hoa Kỳ. Người đứng đầu cơ quan là Giám đốc và Phó Giám đốc.

### Trụ sở chính

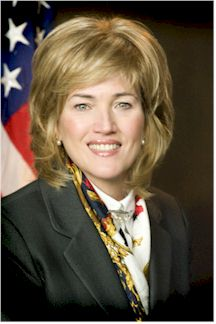
Bà Stacia A. Hylton, Giám đốc Cảnh sát Tư pháp Hoa Kỳ.

- Giám đốc Cảnh sát Tòa án Liên bang Hoa Kỳ: Stacia Hylton
  - Phó giám đốc Cục Cảnh sát Tư pháp Hoa Kỳ
    - Trưởng Ban Tham mưu
    - Phòng Giám sát tuyển dụng (Equal Employment Opportunity (EEO))
    - Phòng Công vụ (Office of Public Affairs (OPA))
    - Phòng Quốc hội vụ (Office of Congressional Affairs (OCA))
    - Phòng Thông tin Nội bộ (Office of Internal Communications (OIC))
    - Phòng Pháp lý (Office of General Counsel (OGC))
    - Phòng Thanh tra (Office of Inspection (OI))
    - Ban Chỉ huy Quản lý (Administration Directorate (ADA))
      - Đơn vị Tập huấn (Training Division (TD))
      - Đơn vị Nhân sự (Human Resources Division (HRD))
      - Đơn vị Công nghệ Thông tin (Information Technology Division (ITD))
      - Đơn vị Hỗ trợ Quản lý (Management Support Division (MSD))
      - Đơn vị Quản lý Tài chính (Financial Services Division (FSD))
      - Đơn vị Niêm phong Tài sản (Asset Forfeiture Division (AFD))

    - Ban Chỉ huy Chiến dịch (Operations Directorate (ADO))
      - Đơn vị An ninh Tòa án (Judicial Security Division (JSD))
      - Đơn vị Chiến dịch Điều tra (Investigative Operations Division (IOD))
      - Đơn vị Bảo vệ Nhân chứng (Witness Security Division (WSD))
      - Đơn vị Vận chuyển Phạm nhân Tư pháp và Người Nhập cư Trái phép (Justice Prisoner and Alien Transportation System (JPATS))
      - Đơn vị Tác chiến (Tactical Operations Division (TOD))
      - Đơn vị Quản lý Phạm nhân (Prisoner Operations Division (POD))

### Các khu vực tư pháp liên bang
Hệ thống tòa án liên bang Hoa Kỳ được chia ra thành 94 khu vực tư pháp liên bang, mỗi khu có một tòa án sơ thẩm. Mỗi tòa án sơ thẩm có một Cấp trưởng Tư Pháp Hoa Kỳ (người này được Tổng thống Hoa Kỳ bổ nhiệm với sự biểu quyết ủng hộ của Thượng viện Hoa Kỳ), một Cấp phó Tư Pháp Hoa Kỳ (bậc lươnphó Tư pháp Hoa Kỳ (bậc lương GS-14) trong một số khu vực tòa án lớn hơn), các Giám sát viên Tư pháp Hoa Kỳ (GS-13), và nhiều Cảnh sát Tư pháp Hoa Kỳ (GS-7 và trên) cùng các nhân viên tòa án đặc biệt khi cần thiết.
Giám đốc cục và các Cảnh sát trưởng đều được tổng thống bổ nhiệm và phải được Thượng viện Hoa Kỳ đồng ý xác nhận trước khi nhậm chức. Mỗi tiểu bang có ít nhất một khu vực tòa án liên bang trong khi những tiểu bang lớn hơn có hơn 3 khu vực tòa án liên bang.

## Nhân viên Cảnh sát Tư pháp Hoa Kỳ

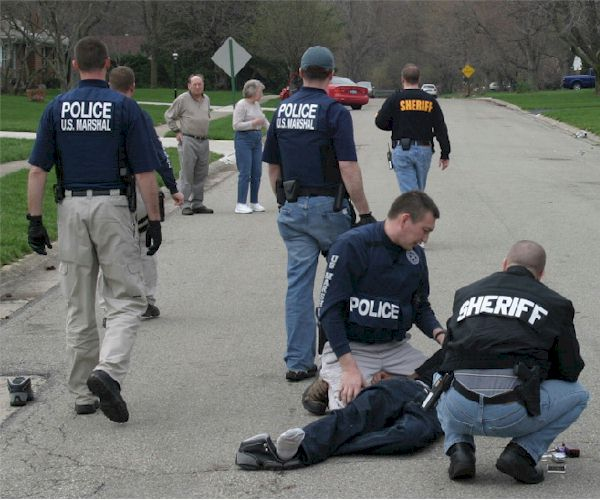
Cảnh sát Tư pháp phối hợp với cảnh sát địa phương để bắt giữ nghi phạm.

### Chức danh
- Giám đốc Cục Cảnh sát Tư pháp Hoa Kỳ - Nhân viên quyền lực cao nhất trong lực lượng Cục Cảnh sát Tư pháp Hoa Kỳ.[9]
- Cấp trưởng Tư Pháp Hoa Kỳ - vị trí hành chính cao cấp nhất của Cục Cảnh sát Tư pháp Hoa Kỳ (được bổ nhiệm) trong một khu vực tư pháp liên bang (Hoa Kỳ được chia thành 94 khu vực tư pháp liên bang nên có tất cả 94 Cấp trưởng Tư Pháp Hoa Kỳ)
- Cấp phó Tư pháp Hoa Kỳ - viên chức điều hành nghiệp vụ cao cấp trong một khu vực pháp lý liên bang, có trách nhiệm quản lý nhân sự và văn phòng cảnh sát tòa án trong khu vực đó.
- Giám sát viên Cục Cảnh sát Tư pháp Hoa Kỳ – vị trí trong Cục Cảnh sát Tư pháp Hoa Kỳ có trách nhiệm trông coi 3 người trở lên gồm các nhân viên cảnh sát tòa án và thư ký văn phòng.
- Cảnh sát Tư pháp Hoa Kỳ - tất cả các vị trí không giám sát hay quản lý.

### Thanh tra
Chức danh được tạo ra để dành cho những nhân viên có thâm niên nhưng không nằm trong nhân sự cấp quản lý. Sĩ quan Cấp phó Cảnh sát Tòa án Hoa Kỳ được chỉ định tham gia Chương trình Bảo vệ Nhân chứng sẽ được nâng cấp là Thanh tra. Chức danh Thanh tra sẽ được ngạch lương là GS – 13, các chức danh Thanh tra thâm niên và Chánh thanh tra đôi lúc cũng được dùng để trong các trường hợp đặc biệt và một số vị trí trong cơ quan.

### Nhân viên đặc biệt của Cục Cảnh sát Tư pháp Hoa Kỳ
Giám đốc Cục Cảnh sát Tư pháp Hoa Kỳ được phép chỉ định nhân viên để thực hiện các nhiệm vụ của Cục theo luật liên bang.

### Cánh sát An ninh Tòa án
Cảnh sát An ninh Tòa án là nhân viên hợp đồng được phép trang bị vũ khí và có nhiệm vụ chính là bảo vệ an ninh trong phiên tòa. Các cảnh sát viên sử dụng màn hình an ninh để quét lọc vũ khí và vật dụng bị cấm mang vào phiên tòa. Có hơn 4,700 Cảnh sát An ninh được bố trí ở hơn 400 cơ sở tòa án liên bang tại Mỹ và các lãnh thổ trực thuộc.

### Sĩ quan thi hành án giam
Các sĩ quan này chịu trách nhiệm về các tù nhân đang bị giam giữ, họ còn có nhiệm vụ cung cấp dịch vụ y tế trong Cục Cảnh sát Tư pháp Hoa Kỳ. Họ thường xuất hiện lúc vận chuyển, đăng ký và bảo đảm an toàn cho các tù nhân nằm trong nhà tù của Cảnh sát Tòa án Hoa Kỳ. Họ cũng tham gia bảo vệ tòa án và an ninh trại giam.

## Hi sinh trong lúc làm nhiệm vụ

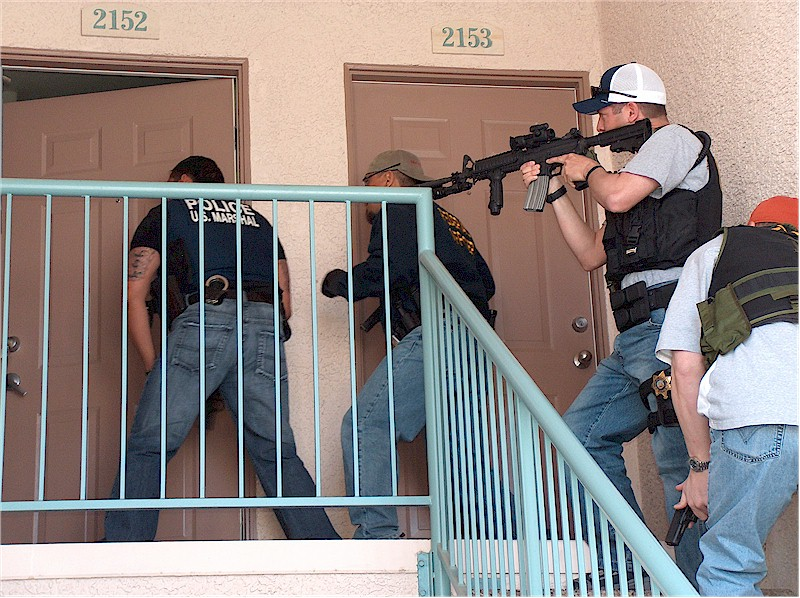
Sĩ quan của Cảnh sát Tư pháp Hoa Kỳ bắt giữ Otis Blunt.

Cho đến nay đã có hơn 200 sĩ quan, cấp phó và nhân viên đặc biệt của Cảnh sát Tòa án Hoa Kỳ tử nạn trong lúc làm nhiệm vụ từ vụ án đầu tiên ‘’Robert Forsyth’’ bị một người tham gia phiên tòa bắn chết ở Augusta, Georgia 11 tháng 1 năm 1794. Ông cũng là sĩ quan của chính quyền Hoa Kỳ đầu tiên hi sinh lúc làm nhiệm vụ. Cái chết của ông đã được tưởng niệm ở Honor Roll tại trụ sở chính.

### Tai tiếng
Ngày 26 tháng 3 năm 2009, xác của Cấp phó Vincent Bustamante được phát hiện tại Juarez, México. Bustamante bị Cục buộc tội trộm cắp và buôn bán tài sản chính phủ và là tội phạm trốn chạy cho đến thời điểm hắn chết. Cảnh sát bang Chihuahua nói rằng xác của hắn bị đa vết thương ở đầu – có thể thấy đây là kiểu hành quyết.
Tháng 1 năm 2007, Cấp phó John Thomas Ambrose bị kết tội ăn cắp tài sản của Bộ Tư pháp, tiết lộ thông tin mật và khai gian với đặc vụ liên bang trong suốt quá trình điều tra. Ngoài ra, y còn bị buộc tội bảo kê cho tên trùm ‘’Nicholas Calabrese’’ người đã xin làm nguồn cung cấp tin tức để tống 3 thành viên khác vào tù với mức án chung thân. Bồi thẩm đoàn liên bang đã buộc tội Ambrose về hành vi tiết lộ thông tin của chính phủ liên quan đến Calabrese cho William Guide, một thành viên gia đình và là cựu cảnh sát Chicago hiện đang thụ án vì tội nhận hối lộ. Ngoài ra, Ambrose còn bị buộc tội gian dối trước đặc vụ liên bang trong việc trộm cắp tài sản chính phủ. Ngày 27 tháng 10 năm 2009, Ambrose chịu mức án 4 năm trong tù.
Phó trưởng Matthew Fogg, một người Mỹ gốc Phi, đã thắng vụ kiện về sự phân biệt chủng tộc và trả thù cá nhân chống lại Janet Reno của Bộ Tư pháp. Bồi thẩm đoàn cảm thấy môi trường làm việc của Cảnh sát Tòa án Hoa Kỳ rất đậm không khí hằn thù chủng tộc. Thẩm phán Thomas P. Jackson tổng kết lại ý kiến bồi thẩm đoàn và được ra quyết định họ thấy Cảnh sát Tư pháp Hoa Kỳ có biểu hiện của sự hằn thù và nghi vực về màu da trong việc nâng chức vụ. Năm 2011, Fogg là chủ tịch hội ‘’Niềm tin mù quáng vào Cấp bậc’’, và là giám đốc điều hành của CARCLE(Ủy ban phòng chống phân biệt chủng tộc và tham nhũng trong cơ quan thực thi pháp luật) và Tổ chức phòng chống ma túy.

### Chỉ trích
Trong một cuộc kiểm tra của Văn phòng Tổng Thanh tra Bộ Tư pháp năm 2010 đã cho thấy ‘’…nhiều yếu kém trong công tác bảo vệ an ninh cho các cơ sở tòa án ở 6 địa hạt mà chúng tôi thanh tra của Cảnh sát Tư pháp Hoa Kỳ’’.
Theo bản báo cáo, Đơn vị An ninh Tòa án của Cảnh sát Tư pháp Hoa Kỳ đã lập nhiều hợp đồng với các công ty vệ sĩ bên ngoài để cung cấp sĩ quan An ninh Tòa án mà không cần kiểm tra nhân thân của họ. Trong đó có một bản hợp đồng trị giá US$300 triệu với một công ty vốn có nhiều hoạt động tội phạm như giả mạo thư tín và giả mạo chứng từ ngân hàng và bảo hiểm, dẫn đến một bản án nội bộ dành cho Trưởng ban Tài chính.

## Chương trình tìm kiếm tội phạm

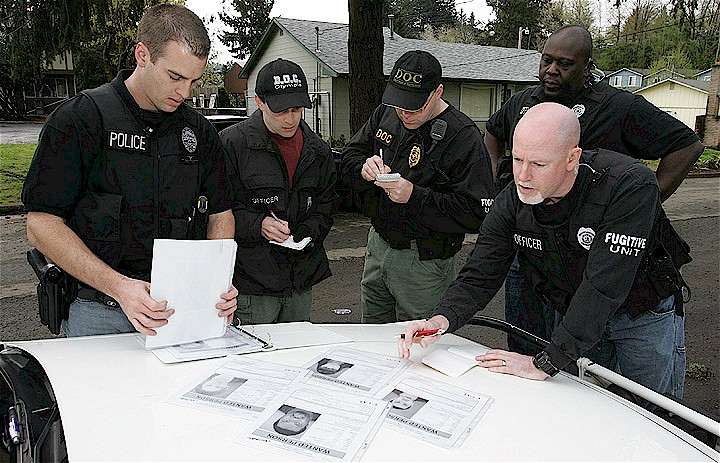
Nhân viên Cảnh sát Tư pháp Hoa Kỳ đang thực hiện nhiệm vụ.

### Chương trình Truy nã 15
Cảnh sát Tư pháp Hoa Kỳ đăng tin công khai tên những người bị truy nã gắt gao nhất trong danh sách ‘’Chương trình truy nã 15 của Cảnh sát Tư pháp Hoa Kỳ’’, cái này cũng khá giống và đôi khi trùng với Chương trình truy nã của FBI hoặc của Cục phòng chống Rượu, Thuốc lá, Súng đạn và Chất nổ (ATF) tùy vào địa phận quản hạt.
(15 Most wanted website Lưu trữ ngày 28 tháng 2 năm 2011 tại Wayback Machine)
Chương trình Truy nã 15 được thiết lập năm 1983 để nỗ lực điều tra và bắt giữ những bị can trọng tội và nguy hiểm trên toàn quốc. Các bị can này đa số có lịch sử phạm tội liên quan đến bạo lực hoặc là mối đe dọa đối với an ninh công cộng. Những người bị truy nã trong chương trình bao gồm những kẻ sát nhân, tội phạm tình dục, trùm ma túy, đầu sỏ tổ chức tội phạm và cá nhân phạm trọng tội trong lĩnh vực kinh tế.

### Trọng án
Chương trình Trọng án được thiết lập năm 1985 với nỗ lực tăng sự thành công hơn cho Chương trình Truy nã 15. Cũng giống như Chương trình Truy nã 15, chương trình tập trung chủ yếu vào các cá nhân phạm trọng tội và bị xem là mối đe dọa cho an ninh chung của đất nước. Tất cả những phạm nhân đang thụ án trốn chạy cũng được nâng lên tầm trọng án.